# هانی عساکره
هانی عساکره جودوکار وزن ۹۰- کیلوگرم و عضو تیم ملی جودوی کم‌بینایان و نابینایان مردان ایران است.
در پارالمپیک تابستانی ۲۰۱۲ لندن پس از شکست از جودوکار روسیه به گروه بازنده‌ها رفت و با دو پیروزی بر حریفانی از مکزیک و مغولستان و شکست برابر حریف آرژانتینی به عنوان پنجم رقابتها دست یافت.